# J.V. Neylen
J.V. Neylen (Antwerpen, 1989) is het pseudoniem van de Vlaamse dichter en schrijver Joke Vanneylen. Ze publiceerde onder andere in de literaire tijdschriften Poëziekrant, De Revisor, Het liegend konijn, Deus ex Machina en Hollands Maandblad. Haar debuutbundel En niet bij machte verscheen in 2020.
De debuutbundel plaatst zich expliciet in de traditie van iconen van de Nederlandstalige poëzie. De taal van J.V. Neylen valt op door de nauwkeurige, retorisch rijke formulering.  Haar debuutbundel wordt beschreven als barok, maar steeds intimistisch en doordacht: de beelden die ze oproept, haken in elkaar vast tot ze samenkomen in een sculptuur van motieven.  

## Prijzen en nominaties
- 2017: Vocatio-beurs voor jong talent
- 2021: Lucy B. en C.W. van der Hoogtprijs
- 2021: Poëziedebuutprijs